# کولاژ ۲۳۶۴۸
سیارک ۲۳۶۴۸ (به انگلیسی: 23648 Kolar، نامگذاری:1997CB) بیست و سه هزار و ششصد و چهل و هشتمین سیارک کشف شده‌است که در ۱ فوریه ۱۹۹۷ کشف شد.